# Pierre Robert Lucas
Pour les articles homonymes, voir Lucas.
Pierre Robert Lucas, né le 3 octobre 1913 à Bersac en Dordogne, et mort le 24 mars 1978 à Paris 14e, est un peintre français.

## Biographie
Pierre Robert Lucas naît en Dordogne, à Bersac le 3 octobre 1913 ; il est le fils d'Eugène Julien Marie Lucas, employé à la compagnie d'Orléans et de Berthe Michel, employée des postes et télégraphes,.
Après des études à l'institution Saint-Joseph à Périgueux, il devient dans cette même ville l'élève du peintre et illustrateur Julien Saraben puis du paysagiste et aquarelliste Robert Dessales-Quentin.
Il obtient une médaille d'argent en 1935, la médaille d'or en 1936 accompagnée du  prix Marie-Bashkirtseff, et remporte le Grand prix de Rome en 1937.
Il épouse Françoise Tonnelat (1909-2003), artiste également et fille d'Ernest Tonnelat, le 3 octobre 1939 à Brive-la-Gaillarde,.
Très attaché à Camaret-sur-Mer, il peint la Bretagne. Il décore d'un panneau de 60 mètres de long la salle des fêtes de l’hôtel de ville de Saint-Maur-des-Fossés et réalise différents timbres pour la Poste française.
Il meurt à l'hôpital de la rue des Plantes, dans le 14e arrondissement de Paris, à l'âge de 64 ans.

## Œuvres dans les collections publiques
- Paris, Musée de l'École nationale supérieure des Beaux-Arts : Le Repos (Prix de Rome de peinture en 1937)[7]